# Lisbon, Connecticut
Lisbon är en kommun (town) i New London County i delstaten Connecticut, USA. Vid folkräkningen år 2000 bodde 4 069 personer på orten. Den har enligt United States Census Bureau en area på totalt 43,0 km² varav 1,0 km² är vatten.